# Premyer Liqası (2009/2010)
Sezon (2009/2010) był 18. sezonem Premyer Liqi - najwyższej klasy rozgrywkowej w Azerbejdżanie w piłce nożnej. Liga liczyła 12 drużyn. W pierwszej rundzie rywalizowały wszystkie zespoły w jednej grupie. W drugiej rundzie rywalizacja toczyła się w dwóch grupach - 6 najlepszych drużyn walczyło o mistrzostwo kraju, natomiast pozostałe 6 drużyn walczyło o utrzymanie. 2 ostatnie zespoły spadły do drugiej ligi. Rozgrywki rozpoczęły się 14 sierpnia 2009 a zakończyły się 16 maja 2010. Tytułu nie obroniła drużyna FK Bakı. Nowym mistrzem Azerbejdżanu został zespół İnter Baku. Tytuł króla strzelców zdobył Fərid Quliyev, który w barwach klubu Standard Sumgait strzelił 16 goli.

## 1. runda
| Lp. | Drużyna               | M  | Z  | R | P  | Bramki | Bramki | Różn. | Pkt | Uwagi |
| --- | --------------------- | -- | -- | - | -- | ------ | ------ | ----- | --- | ----- |
| 1   | İnter Baku            | 22 | 15 | 4 | 3  | 36     | 18     | +18   | 49  |       |
| 2   | Xəzər Lenkoran        | 22 | 12 | 8 | 2  | 29     | 11     | +18   | 44  |       |
| 3   | Qarabağ FK            | 22 | 11 | 9 | 2  | 21     | 12     | +9    | 42  |       |
| 4   | FK Bakı               | 22 | 10 | 7 | 5  | 22     | 17     | +5    | 37  |       |
| 5   | FK Qəbələ             | 22 | 10 | 6 | 6  | 24     | 21     | +3    | 36  |       |
| 6   | Neftçi PFK            | 22 | 9  | 8 | 5  | 20     | 14     | +6    | 35  |       |
| 7   | Simurq Zaqatala       | 22 | 9  | 7 | 6  | 26     | 21     | +5    | 34  |       |
| 8   | Olimpik-Shuvalan Baku | 22 | 6  | 7 | 9  | 20     | 23     | −3    | 25  |       |
| 9   | Turan Tovuz           | 22 | 4  | 5 | 13 | 23     | 32     | −9    | 17  |       |
| 10  | Mughan Salyan         | 22 | 3  | 7 | 12 | 12     | 27     | −15   | 16  |       |
| 11  | Standard Sumgait      | 22 | 2  | 5 | 15 | 16     | 34     | −18   | 11  |       |
| 12  | Karvan Yevlax         | 22 | 2  | 5 | 15 | 17     | 36     | −19   | 11  |       |

## 2. runda

### Grupa mistrzowska
| Lp. | Drużyna        | M  | Z | R  | P | Bramki | Bramki | Różn. | Pkt | Uwagi                                        | Bezpośrednio                    |
| --- | -------------- | -- | - | -- | - | ------ | ------ | ----- | --- | -------------------------------------------- | ------------------------------- |
| 1   | İnter Baku (M) | 20 | 7 | 8  | 5 | 22     | 19     | +3    | 29  | Liga Mistrzów UEFA • II runda kwalifikacyjna |                                 |
| 2   | FK Bakı        | 20 | 7 | 7  | 6 | 19     | 15     | +4    | 28  | Liga Europy UEFA • II runda kwalifikacyjna1  |                                 |
| 3   | Qarabağ FK     | 20 | 6 | 9  | 5 | 16     | 18     | −2    | 27  | Liga Europy UEFA • I runda kwalifikacyjna    | QAR: 7 pts, 4–3 KHA: 4 pts, 3–4 |
| 4   | Xəzər Lenkoran | 20 | 6 | 9  | 5 | 19     | 14     | +5    | 27  | Liga Europy UEFA • I runda kwalifikacyjna    | QAR: 7 pts, 4–3 KHA: 4 pts, 3–4 |
| 5   | Neftçi PFK     | 20 | 4 | 11 | 5 | 11     | 12     | −1    | 23  |                                              |                                 |
| 6   | FK Qəbələ      | 20 | 4 | 8  | 8 | 18     | 27     | −9    | 20  |                                              |                                 |

### Grupa spadkowa
| Lp. | Drużyna               | M  | Z  | R | P  | Bramki | Bramki | Różn. | Pkt | Uwagi     |
| --- | --------------------- | -- | -- | - | -- | ------ | ------ | ----- | --- | --------- |
| 7   | Olimpik-Shuvalan Baku | 20 | 10 | 6 | 4  | 27     | 15     | +12   | 36  |           |
| 8   | Simurq Zaqatala       | 20 | 8  | 7 | 5  | 21     | 21     | 0     | 31  |           |
| 9   | Turan Tovuz           | 20 | 7  | 8 | 5  | 27     | 22     | +5    | 29  |           |
| 10  | Mughan Salyan         | 20 | 7  | 6 | 7  | 17     | 16     | +1    | 27  |           |
| 11  | Standard Sumgait (S)  | 20 | 7  | 4 | 9  | 26     | 23     | +3    | 25  | Spadek do |
| 12  | Karvan Yevlax (S)     | 20 | 2  | 7 | 11 | 14     | 35     | −21   | 13  | Spadek do |

## Najlepsi strzelcy
Źródło: pfl.az (azer.)
|    | Piłkarz         | Gole | Klub                 |
| 1. | Fərid Quliyev   | 16   | Standard Sumgajt     |
| 2. | Anatolie Doroș  | 12   | Olimpik-Şüvəlan Baku |
| -  | Robertas Poškus | 12   | İnter Baku           |
| 4. | Adrian Neaga    | 11   | Neftçi PFK           |
| 5. | Jabá            | 10   | FK Bakı              |